# 渺々
『渺々』（びょうびょう）は、小川隆章の漫画作品。「モーニング」の2001年48号から2002年36・37合併号まで連載された。
渺々 = はてしなく広がるさま。
- 第1巻（全1巻）モーニングKCDX1588
- 2001年8月23日　初版発行
- ISBN 4-06-334588-2
- 224p  21cm

## サブタイトル
第1話「跡を継ぐ者」
マッコウクジラ(Physeter macrocephalus)
2001年48号掲載
第2話「海を見つめるだけで」
ウミイグアナ（Amblyrhynchus cristatus）
2001年52号掲載
第3話「もちつ・もたれつ」
ダテハゼ（Amblyeleotris japonica）＆テッポウエビ（Alpheus）
2002年6号
第4話「大航海」
アカウミガメ(Caretta caretta)
2002年10号
第5話「失楽園」
シロワニ（Eugomphodus taurus）
2002年27号掲載
第6話「はるかなる故郷」
リーフィーシードラゴン（Phycodurus eques）
2002年32号掲載
第7話「生命（いのち）を預けて」
コバンザメ（Echeneis naucrates）
2002年36･37合併号掲載
巻末特別企画「陸に生きる作者のドラマ」
モーニングの欄外に掲載された作者近況を再録したもの。
オガワタカアキ（Takaaki Ogawa）